# Arhopala viridissima
Arhopala viridissima är en fjärilsart som beskrevs av Swinhoe 1890. Arhopala viridissima ingår i släktet Arhopala och familjen juvelvingar. Inga underarter finns listade i Catalogue of Life.